# Lê Xuân Thân
Lê Xuân Thân (sinh ngày 2 tháng 5 năm 1961) là một chính trị gia người Việt Nam. Ông hiện là đại biểu Quốc hội Việt Nam khóa XV nhiệm kì 2021-2026, thuộc đoàn đại biểu quốc hội tỉnh Khánh Hòa.
Ông từng là đại biểu Quốc hội Việt Nam khóa XI nhiệm kì 2002-2007, thuộc đoàn đại biểu Khánh Hòa , Ủy viên Ban Thường vụ Tỉnh ủy Khánh Hòa (nhiệm kì 2015 - 2020), Trưởng Đoàn đại biểu Quốc hội khóa XIV tỉnh Khánh Hòa (2016 - 2019), Ủy viên Ủy ban Pháp luật của Quốc hội, Phó Chủ tịch Hội đồng nhân dân tỉnh Khánh Hòa.

## Xuất thân
Ông sinh ngày 2 tháng 5 năm 1961 quê quán tại xã Ninh Trung, thị xã Ninh Hòa, tỉnh Khánh Hoà.

## Giáo dục
- Giáo dục phổ thông: 12/12
- Đại học Luật Hà Nội chuyên ngành Luật hình sự
- Tiến sĩ Luật học
- Cao cấp lý luận chính trị

## Sự nghiệp
Ngày 15/4/1983, ông gia nhập Đảng Cộng sản Việt Nam.

### Đại biểu Quốc hội Việt Nam khóa XI tỉnh Khánh Hòa
Ông từng là đại biểu Quốc hội Việt Nam khóa XI nhiệm kì 2002-2007, thuộc đoàn đại biểu Khánh Hòa

### Đại biểu Quốc hội Việt Nam khóa XIV tỉnh Khánh Hòa

##### Bảo vệ Hiến pháp
Chiều ngày 22 tháng 11 năm 2017, tại phiên thảo luận về dự án Luật Đơn vị hành chính - kinh tế đặc biệt của Quốc hội khóa XIV, ông cho rằng tổ chức chính quyền địa phương đơn vị hành chính - kinh tế đặc biệt theo phương án "không tổ chức Hội đồng nhân dân và Ủy ban nhân dân mà thực hiện thiết chế trưởng đơn vị hành chính - kinh tế đặc biệt do Thủ tướng bổ nhiệm, được phân quyền, phân cấp mạnh, có thẩm quyền quyết định và tổ chức thực hiện toàn bộ các hoạt động hành chính, kinh tế - xã hội trên địa bàn đơn vị" là vi hiến (theo điều 111 Hiến pháp Việt Nam 2013) và đề nghị Uỷ ban Thường vụ Quốc hội cần thực hiện quyền giải thích Hiến pháp và pháp luật. Trong khi đó phần lớn đại biểu chọn phương án này.